# سيارات العضلات

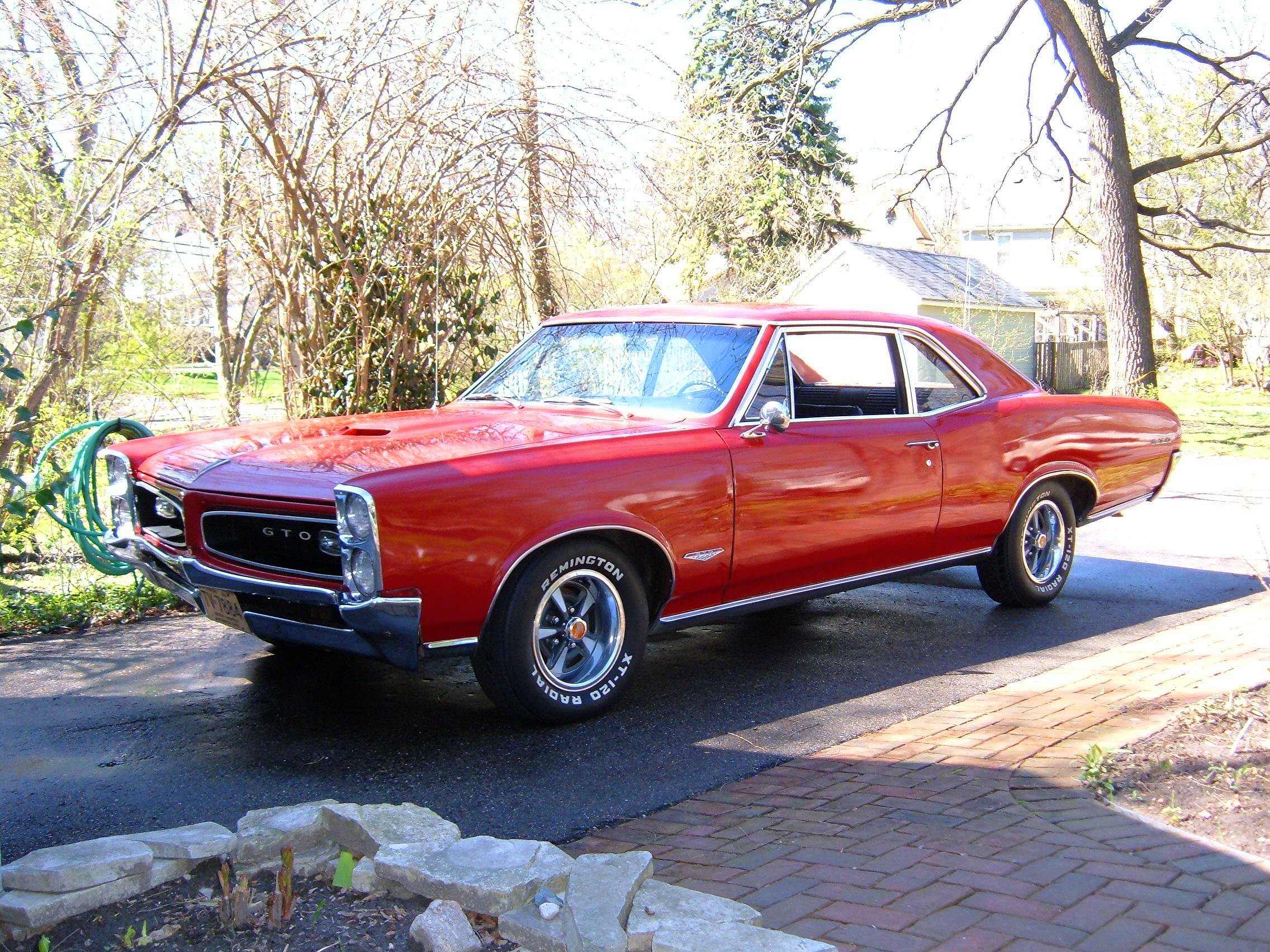
بونتياك جي تي أوه موديل 1966 هي مثال على سيارة العضلات الكلاسيكية

سيارات العضلات هو مصطلح يصف السيارات عالية الأداء. يعرف قاموس ميريام وبستر سيارات العضلات بأنها «أي مجموعة سيارات أمريكية ذات بابين رياضية بمحرك جبار مصمم لتقديم أداء عالي أثناء القيادة.»  جهز محرك الثماني إسطوانات لسيارة ذات البابين أو العائلية أو المتوسطة القادرة على حمل أربعة ركاب فاكثر. والتي تباع بسعر معقول ومصصمت لسير على الطرقات أو لسباقات السرعة.